# Проспект Франциска Скорины (Полоцк)
Проспект Франциска Скорины (бел. Праспект Францыска Скарыны) — главная улица в историческом центре Полоцка. Проходит от площади Свободы до Юбилейной улицы.

## История
Проспект возник в XX веке на месте двух исторических улиц, проходивших параллельно — Витебской (севернее) и Верхне-Покровской (южнее). Эти улицы составляли основную планировочную ось города, по генеральному плану 1778 года они должны были соединять три площади (главную, площадь городского магистрата, торговую). Новый проспект носил имя Карла Маркса. Реконструирован по генеральному плану города (1948 года) в 1950—1960-е гг.. В 2009 году переименован в проспект Франциска Скорины.

## Описание
Посередине проспекта проходит широкий бульвар. Застройка и проезжая часть проспекта включают в себя площадь Свободы, начинаясь от неё. Проспект пересекают улицы: Крестовая, Ленина, Энгельса, Свердлова, Гоголя (на пересечении — площадь Франциска Скорины), Пушкина. Проспект заканчивается перекрёстком с Юбилейной улицей, продолжаясь далее как Успенская улица.

## Примечательные здания и сооружения
На проспекте сохранились фрагменты жилой застройки XVIII—XIX вв. На бульваре расположен ряд памятников: памятник букве «Ў», памятник Ленину, знак «Географический центр Европы», памятник 50-летию ВЛКСМ.
По нечётной стороне
- № 13 — гостиничный комплекс «Славянский», ранее гостиница «Двина».

По чётной стороне
- № 6 — бывший дом губернатора.
- № 10 — городская администрация.